# اسکار ده مارکوس
اسکار دِ مارکوس آرانا (به اسپانیایی: Óscar de Marcos Arana) (متولد ۱۴ آوریل ۱۹۸۹) بازیکن فوتبال اهل اسپانیا است که در پست هافبک برای اتلتیک بیلبائو در لالیگا بازی می‌کند.

## افتخارات
- نایب قهرمانی در لیگ اروپا، فصل ۱۲–۲۰۱۱، همراه با اتلتیک بیلبائو
- نایب قهرمانی در کوپا دل ری، فصل ۱۲–۲۰۱۱، همراه با اتلتیک بیلبائو
- نایب قهرمانی در سوپرکوپا د اسپانیا، فصل ۲۰۰۹

## آمار باشگاهی
| باشگاه          | فصل             | لیگ        | لیگ        | جام        | جام        | اروپایی    | اروپایی    | سایر       | سایر       | مجموع      | مجموع      |
| باشگاه          | فصل             | تعداد بازی | تعداد گلها | تعداد بازی | تعداد گلها | تعداد بازی | تعداد گلها | تعداد بازی | تعداد گلها | تعداد بازی | تعداد گلها |
| --------------- | --------------- | ---------- | ---------- | ---------- | ---------- | ---------- | ---------- | ---------- | ---------- | ---------- | ---------- |
| آلاوز           | ۲۰۰۸–۰۹         | ۲۰         | ۳          | ۰          | ۰          | –          | –          | –          | –          | ۲۰         | ۳          |
| آلاوز           | مجموع           | ۲۰         | ۳          | ۰          | ۰          | –          | –          | –          | –          | ۲۰         | ۳          |
| بیلبائو بی      | ۲۰۰۹–۱۰         | ۱          | ۰          | –          | –          | –          | –          | –          | –          | ۱          | ۰          |
| بیلبائو بی      | مجموع           | ۱          | ۰          | –          | –          | –          | –          | –          | –          | ۱          | ۰          |
| اتلتیک بیلبائو  | ۲۰۰۹–۱۰         | ۱۹         | ۱          | ۱          | ۰          | ۸          | ۱          | ۱          | ۱          | ۲۹         | ۳          |
| اتلتیک بیلبائو  | ۲۰۱۰–۱۱         | ۱۳         | ۰          | ۲          | ۰          | –          | –          | –          | –          | ۱۵         | ۰          |
| اتلتیک بیلبائو  | ۲۰۱۱–۱۲         | ۳۴         | ۴          | ۸          | ۱          | ۱۴         | ۴          | –          | –          | ۵۶         | ۹          |
| اتلتیک بیلبائو  | ۲۰۱۲–۱۳         | ۳۳         | ۶          | ۲          | ۰          | ۸          | ۱          | –          | –          | ۴۳         | ۷          |
| اتلتیک بیلبائو  | مجموع           | ۹۹         | ۱۱         | ۱۳         | ۱          | ۳۰         | ۶          | ۱          | ۱          | ۱۴۳        | ۱۹         |
| کل دوران حرفه‌ای | کل دوران حرفه‌ای | ۱۲۰        | ۱۴         | ۱۳         | ۱          | ۳۰         | ۶          | ۱          | ۱          | ۱۶۴        | ۲۲         |